# 阿威清真寺
6°26′26″N 100°11′53″E / 6.440563999999999°N 100.1980451°E
阿威清真寺 (马来语：Masjid Alwi)是一个位于马来西亚玻璃市加央的清真寺。

## 历史
1920年开始收集资金建造此清真寺。 1931年动工，1933年完工。由端古赛阿威主持开幕。1988年，根据《国家遗产法》，清真寺被宣布为国家遗产。

## 建筑
清真寺的建筑以莫臥兒建築风格建造。

## 参看
- 马来西亚回教

## 外部链结
- 阿威清真寺Facebook （页面存档备份，存于）